# Dori Airport
Dori Airport är en flygplats i Burkina Faso. Den ligger i den nordöstra delen av landet, 250 km nordost om huvudstaden Ouagadougou. Dori Airport ligger 276 meter över havet. Den ligger vid sjön Mare de Dori.
Terrängen runt Dori Airport är mycket platt. Närmaste större samhälle är Dori, 0,26 km nordväst om Dori Airport.
Omgivningarna runt Dori Airport är en mosaik av jordbruksmark och naturlig växtlighet. Runt Dori Airport är det ganska glesbefolkat, med 45 invånare per kvadratkilometer.